# Réserve scientifique de la Luo
La réserve scientifique de la Luo est une zone protégée située dans le territoire Ikela de la province de la Tshuapa, en république démocratique du Congo. La réserve couvre 480,16 km². 
La réserve se situe sur les terres du peuple Ngando. Les recherches sur cette réserve, au sujet des bonobos, ont débuté avec une équipe japonaise dirigée par Takayoshi Kanō, près du village de Wamba en 1973. 